# اسمیت (نوادا)
اسمیت (به انگلیسی: Smith) یک منطقهٔ مسکونی در ایالات متحده آمریکا است که در شهرستان لایون، نوادا واقع شده‌است.